# ناهد السباعي
ناهد السباعي (25 مايو 1987 -) ممثلة مصرية. شاركت في عدد من الأعمال السينمائية والتلفزيونية أبرزها هبة رجل الغراب، كما أنها شاركت في فيلم عالمي بعنوان «بعد الموقعة» وفاز في مهرجان كان عام 2012.

## حياتها الخاصة
هي حفيدة الفنان فريد شوقي والفنانة هدى سلطان والدتها هي المنتجة ناهد فريد شوقي خالتها الممثلة رانيا فريد شوقي.

## أعمالها

### الأفلام
- 2003: من نظرة عين
- 2009: إحكي يا شهرزاد
- 2010: بصرة
- 2010: 678
- 2011: إكس لارج
- 2011: 18 يوم[2]
- 2012: ساعة ونص
- 2012: بعد الموقعة
- 2015: سكر مر
- 2015: حار جاف صيفا
- 2016: يوم للستات
- 2016: علي معزة وإبراهيم
- 2016: حرام الجسد
- 2018: كدبة بيضا
- 2018: جريمة الإيموبيليا
- 2019: هذه ليلتي
- 2019: اللعبة الأمريكاني
- 2021: ماكو
- 2023: اتنين للإيجار
- 2023: 19 ب

### المسلسلات
- 2003: حد السكين
- 2007: صرخة أنثى
- 2008: 7 شارع السعادة
- 2010: الحارة
- 2011: الجامعة
- 2012: فيرتيجو
- 2013: نظرية الجوافة
- 2013: بنت إسمها ذات
- 2014: سرايا عابدين
- 2014: السبع وصايا
- 2015: لما تامر ساب شوقية
- 2015: البيوت أسرار
- 2015: إستيفا
- 2016: الميزان
- 2016: هبة رجل الغراب ج3
- 2017: هبة رجل الغراب ج4
- 2019: بدل الحدوتة تلاتة
- 2019: الزوجة 18
- 2020: مملكة إبليس 2: نار الجنة
- 2020: النهاية
- 2021: في بيتنا روبوت
- 2022: منورة بأهلها
- 2023: الأجهر
- 2024: محارب

### الفوازير
- 2013: مسلسليكو

### السهرات التلفزيونية
- 1994: نونة الشعنونة

## وصلات خارجية
- ناهد السباعي على موقع IMDb (الإنجليزية)
- ناهد السباعي على موقع الدهليز
- ناهد السباعي على موقع قاعدة بيانات الأفلام العربية
- ناهد السباعي على موقع ألو سيني (الفرنسية)
- ناهد السباعي على موقع أول موفي (الإنجليزية)
- ناهد السباعي على موقع قاعدة بيانات الأفلام السويدية (السويدية)
- ناهد السباعي على موقع قاعدة بيانات الفيلم (الإنجليزية)
- ناهد السباعي على موقع كينوبويسك (الروسية)